# Richard Zander (Eiskunstläufer)
Richard Zander (* 3. März 1964 in Portland, Oregon, USA) ist ein ehemaliger deutscher Eiskunstläufer, der im Einzellauf startete.
Er wurde 1987 und 1989 Deutscher Meister im Eiskunstlauf der Herren. Er startete für die Bundesrepublik Deutschland. Seine Trainerin war Karin Doherty.

## Ergebnisse
| Wettbewerb / Jahr        | 1982 | 1983 | 1984 | 1985 | 1986 | 1987 | 1988 | 1989 | 1990 |
| ------------------------ | ---- | ---- | ---- | ---- | ---- | ---- | ---- | ---- | ---- |
| Olympische Winterspiele  |      |      |      |      |      |      | 11.  |      |      |
| Weltmeisterschaften      |      |      |      | 11.  | 11.  | 9.   |      |      | 7.   |
| Europameisterschaften    |      |      |      | 8.   | 9.   | 6.   | 5.   | Z    | 5.   |
| Deutsche Meisterschaften | 7.   | 9.   | 5.   | 2.   | 2.   | 1.   | 2.   | 1.   | 2.   |